# Seferihisar
Seferihisar är en hamnstad i västra Turkiet. Den är belägen i provinsen İzmir vid Egeiska havet i Medelhavet.